# 衡阳市铁路第一中学
26°52′24″N 112°38′54″E / 26.873349°N 112.648337°E
衡阳市铁路第一中学，位于湖南省衡阳市珠晖区东风南路308号，为衡阳市公立学校，湖南省示范性中学之一。

## 历史
1943年9月，粤汉铁路局在衡阳江东岸桐家垅建立了“交通部部立衡阳扶轮中学”，它是衡阳市铁路第一中学的前身。
1952年，“交通部部立衡阳扶轮中学”更名为“衡阳铁路职工子弟中学”，同年在广州广三铁路始发站石围塘内创办“衡阳铁路职工子弟中学广州分校（即今广州市铁一中学的前身）”。
1960年，“衡阳铁路职工子弟中学”改为“衡阳铁路师范学院”。
1961年，“衡阳铁路师范学院”改名为“衡阳铁路职工子弟第一中学”。
1986年，“衡阳铁路职工子弟第一中学”更名为“衡阳铁路职工子弟第一中学”。
2004年，“衡阳铁路职工子弟第一中学”改名为“衡阳市扶轮中学”。现名“衡阳市铁路第一中学”。

## 学校文化

### 校训
勤学，守纪，求实，创新

### 校风
勤学、守纪、求实、创新

### 教风
严谨善诱，求实创新

### 学风
尊师，勤奋，善学，多思

### 刊物
《春蕾》为衡阳市铁路第一中学的官方刊物。

## 奖项
衡阳市铁路第一中学先后荣获“湖南省青少年科学技术活动示范基地”，国家科协授予“中小幼科技教育研究实验学校”称号，是“湖南省园林式单位”，“湖南省现代教育实验学校”，“湖南省体育传统项目学校”，“衡阳市三星级文明单位”，“影响衡阳市民生活100品牌”等荣誉奖项。